# Francisco de Borja Queipo de Llano
Francisco de Borja Queipo de Llano y Gayoso de los Cobos, grande de España, VIII conde de Toreno (Madrid, 7 de octubre de 1840 – 31 de enero de 1890), VIII vizconde de Matarrosa, fue un noble y político español, alcalde de Madrid, diputado a Cortes y presidente del Congreso, ministro de Fomento y de Estado. Su padre fue Presidente de España y su bisabuela fue la Princesa de Anglona de la familia Borja. Fue nombrado así, como su antepasado Francisco de Borja y Aragón, bisnieto tanto del Papa Alejandro VI como del Rey Fernando II de Aragón. Sus descendientes también son el conde de Toreno, marqués de Guadiaro, condesa de San Martín de Quiroga, vizconde de Valoria, Conde de Casares, Conde de Belalcazar, Duque de Monteagudo, Duque de Mayorga, Duque de San Martín de Quiroga, y Vizconde de Matarrosa.

## Biografía

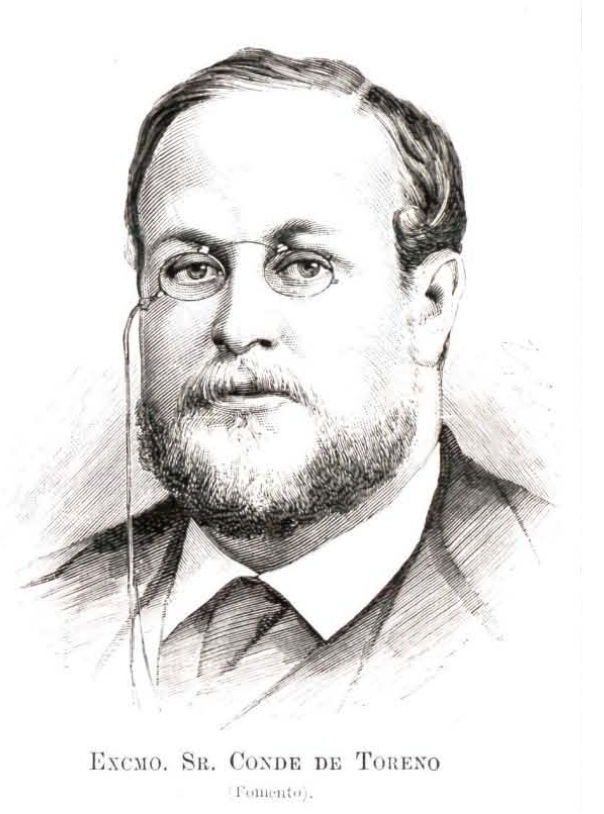
Francisco de Borja Queipo de Llano, conde de Toreno.

Nació en Madrid el 6 de octubre de 1840, hijo primogénito de José María Queipo de Llano y Ruiz de Saravia, VII conde de Toreno y de María del Pilar Gayoso de los Cobos y Tellez-Girón. Fue bautizado al día siguiente en la parroquial de San Marcos. Su padre fue uno de los redactores de la Constitución de 1812, ministro de Hacienda y de Estado y presidente de las Cortes y del Consejo de Ministros, pero destacó sobre todo como historiador de la Guerra de la Independencia. Su madre era hija del marqués de Camarasa y nieta materna del IX duque de Osuna y de la condesa-duquesa de Benavente.
Sucedió a su padre en el condado de Toreno, con grandeza de España de 1.ª clase, y fue también XXVI conde de Mayorga y XV de Casares (títulos que le tocaban por la casa de Benavente y que cedió en vida a su hermano menor, Álvaro, y a su hija Soledad, respectivamente).
Estudió Filosofía y Derecho en la Universidad Central. Al cumplir la edad reglamentaria fue elegido concejal del Ayuntamiento de Madrid y era teniente alcalde por el distrito de Palacio durante la Revolución de 1868.
Fue diputado a Cortes por Asturias desde 1864 hasta su muerte (diez legislaturas), afiliado inicialmente al Partido Moderado y después al Conservador. Presidió el Congreso de los Diputados durante varios periodos entre 1879 y 1885. Fue amigo íntimo de Antonio Cánovas del Castillo, y testigo de su boda. 
Militó activamente en favor de la Restauración, fundando en Madrid el diario alfonsino El Tiempo en 1873. Al triunfar el Pronunciamiento de Sagunto fue designado alcalde de Madrid.
Fue ministro de Fomento en el segundo gobierno de Cánovas (1875-1879), y permaneció en el cargo bajo la presidencia de Martínez Campos (1879). Dependía por entonces de este ministerio el ramo de Instrucción Pública, y Toreno desarrolló una importante política cultural en favor de museos, archivos, bibliotecas e instituciones de enseñanza, y promovió la publicación de numerosas obras históricas y científicas. También se le debe la construcción en Madrid del hipódromo de la Castellana.
En el tercer gabinete de Cánovas desempeñó la cartera de Estado (1879-1880).
Fue presidente de la Real Sociedad Geográfica de España, académico de Ciencias Morales y Políticas, caballero de la Orden de Santiago y gran cruz de la de Carlos III.
Falleció en Madrid el 31 de enero de 1890.
Casó en Madrid el 24 de noviembre de 1860 con María del Carmen Fernández de Córdova y Álvarez de las Asturias-Bohorques, hija de los XIII marqueses de Povar y hermana del VII duque de Arión y marqués de Malpica. La condesa de Toreno fue dama de las reinas Isabel II, Mercedes y Cristina; jefa del Cuarto de la infanta Isabel, y su camarera mayor cuando era princesa de Asturias. Con posteridad. La Casa de Toreno sucedió su hijo Álvaro Queipo de Llano y Fernández de Córdoba.